# Ahmed Laraki
Pour les articles homonymes, voir Laraki (homonymie).
Ahmed Laraki, né le 15 octobre 1931 à Fès et mort le 2 novembre 2020 à Casablanca, était un médecin et homme d'État marocain, affilié au Parti de l'Istiqlal. Il fut le Premier ministre du 7 octobre 1969 au 6 août 1971.

## Biographie

### Origines et études
Après avoir eu son doctorat de la faculté de médecine de Paris en 1957, Ahmed Laraki s'installe à Casablanca pour exercer son métier. 

### Parcours
En 1958, il rejoint le cabinet d'Ahmed Balafrej dans le ministère des Affaires étrangères. Le 6 juillet 1967, il est nommé ministre des Affaires étrangères dans le gouvernement Benhima.
Dans les années 1960, il est ambassadeur à Madrid et à Washington.

### Premier ministre
Deux ans plus tard, le 7 octobre 1969, il devient Premier ministre du même gouvernement et cède le portefeuille des Affaires étrangères à Abdelhadi Boutaleb. 
Le 6 août 1971, il démissionne de son poste de la primature à la suite du coup d'État de Skhirat, Mohammed Karim Lamrani lui succède.
Il s'installe ensuite à Paris jusqu'au 25 avril 1974, où il est nommé ministre d'État chargé des Affaires étrangères dans le gouvernement Osman I. 
Pendant son mandat, il fait partie du comité des négociateurs marocains des accords de Madrid, établissant les formalités du retrait espagnol du Sahara occidental.